# ねずみっ子クラブ
ねずみっ子クラブ（ねずみっこクラブ）は、日本テレビ『とんねるずの生でダラダラいかせて!!』内で結成された女性アイドルユニット。同番組のゴングショーのコーナーの1つ「セクシー小学生コンテスト」の出場者の中から、メンバーが選抜された。
秋元康が「かつてプロデュースしたおニャン子クラブ（猫）に続くものはねずみだろう」との発想から誕生したグループだった。
1992年、スタジオで行われた「風船爆破!!古今東西クイズ!!」「ねずみっ子クラブ　特別課外授業」などにメンバーが参加。
1993年、「ねずみ算がわかりません」が番組のエンディング曲で使われる。発売した2枚のCDの売上は振るわず、1年程で解散した。

## メンバー
- 出席番号1番 山本麻樹
- 出席番号2番 則松奈津子（伊藤なつ）
- 出席番号3番 則松加奈子（伊藤かな） - 奈津子と加奈子は双子で「なつ・かな」として活動。その後なつは引退し、かなのみが芸能活動を続ける。
- 出席番号4番 植可澄美（仲根かすみ） - クイズに参加した際に、字幕で「植かすみ」と表記され、「浪花のフラメンコダンサーの植かすみです」と自己紹介している。
- 出席番号5番 東里（東さと）
- 出席番号6番 山崎亜美 - ヌード写真集を発売し途中脱退した。
- 出席番号7番 森井園子
- 出席番号8番 井上恵美子
- 出席番号9番 宮澤寿梨
- 出席番号10番 中島千晶（中島ちあき）

### 元メンバー
グループ結成時にはメンバーで、スタジオでの「風船爆破!!古今東西クイズ!!」のコーナーには参加していたがその後脱退。
- 国本舞子

## 過去の出演

### テレビ
- とんねるずの生でダラダラいかせて!!（1992年 - 1993年、日本テレビ）

### 雑誌
- 週刊SPA!（1993年1月20日号）

## CD

### シングル
| 枚               | 発売日           | タイトル                                                                   | c/w                                                             | オリコン最高位   |
| ポニーキャニオン | ポニーキャニオン | ポニーキャニオン                                                           | ポニーキャニオン                                                | ポニーキャニオン |
| ---------------- | ---------------- | -------------------------------------------------------------------------- | --------------------------------------------------------------- | ---------------- |
| 1st              | 1993年1月21日    | ねずみ算がわかりません 作詞：秋元康 作曲：後藤次利 編曲：富田素弘          | ランドセル 作詞：秋元康 作曲：後藤次利 編曲：富田素弘           | 43位             |
| 2nd              | 1993年4月28日    | 先生! 鈴木くんがエッチなんです! 作詞：秋元康 作曲：後藤次利 編曲：後藤次利 | パパと結婚したかった 作詞：秋元康 作曲：後藤次利 編曲：富田素弘 | 99位             |